# Rheinfelden (district)
Rheinfelden is een district van het kanton Aargau. Het behoort tot de agglomeratie van Bazel. De hoofdplaats is Rheinfelden. Het district heeft een oppervlakte van 112,09 km² en heeft 40.434 inwoners (eind 2005) en omvat de volgende 14 gemeenten:
| Wapenschild  | Gemeentenaam | Inwoners (31 december 2005) | Oppervlakte (km²) |
| ------------ | ------------ | --------------------------- | ----------------- |
| Hellikon     | Hellikon     | 756                         | 7,04              |
| Kaiseraugst  | Kaiseraugst  | 4849                        | 4,91              |
| Magden       | Magden       | 3310                        | 11,04             |
| Moehlin      | Möhlin       | 8977                        | 18,79             |
| Mumpf        | Mumpf        | 1267                        | 3,3               |
| Obermumpf    | Obermumpf    | 1052                        | 5,06              |
| Olsberg      | Olsberg      | 363                         | 4,68              |
| Rheinfelden  | Rheinfelden  | 10.991                      | 16,12             |
| Schupfart    | Schupfart    | 750                         | 7,05              |
| Stein        | Stein        | 2502                        | 2,83              |
| Wallbach     | Wallbach     | 1642                        | 4,55              |
| Wegenstetten | Wegenstetten | 1066                        | 7,12              |
| Zeiningen    | Zeiningen    | 2102                        | 11,37             |
| Zuzgen       | Zuzgen       | 807                         | 8,40              |
|              | Totaal (14)  | 40.434                      | 112,09            |

Aarau · Baden · Bremgarten · Brugg · Kulm · Laufenburg · Lenzburg · Muri · Rheinfelden · Zofingen · Zurzach